# روح بن القاسم
أبو غياث روح بن القاسم البصري العنبري التميمي، من أئمة الحديث وهو ثقة حافظ، له نحو من مائة وخمسين حديثًا. قال الذهبي: «مات فيما يخال إلي قبل محمد بن إسحاق في خلافة أبي جعفر المنصور نحوا من سنة خمسين ومائة».

## روايته للحديث النبوي
- روى عن: الإمام جعفر الصادق، وإسماعيل بن أمية القرشي، وابن عمه أيوب بن موسى القرشي، وزيد بن أسلم، وسهيل بن أبي صالح، وعاصم بن بهدلة، وعبد الله بن زياد بن سمعان، وعبد الله بن طاووس، وعبد الله بن محمد بن عقيل، وعبد الله بن أبي نجيح، وعبيد الله بن عمر، وعطاء بن السائب، وعطاء بن أبي ميمونة، وعمر بن نافع، وعمرو بن دينار، وعمرو بن يحيى بن عمارة الأنصاري، وأبي جعفر عمير بن يزيد الخطمي، والعلاء بن عبد الرحمن، وقتادة حديثا واحدا، ومجالد بن سعيد، ومحمد بن عجلان، وأبي الزبير محمد بن مسلم المكي، ومحمد بن المنكدر، ومطر الوراق، ومنصور بن المعتمر، وهشام بن عروة، وأبي حيان يحيى بن سعيد بن حيان التيمي.
- روى عنه: تلميذه يزيد بن زريع وهو روايت، وإسماعيل بن علية، والحسن بن حبيب بن ندبة، وريحان بن سعيد الناجي، وسعيد بن أبي عروبة وهو من أقرانه، وعباد بن العوام، وعبد الله بن بزيع، وعبد الوهاب بن عطاء الخفاف، وعرعرة بن البرند السامي، وعون بن عمارة، وعيسى بن شعيب النحوي، ومحمد بن إسحاق بن يسار وهو من أقرانه، ومحمد بن سواء السدوسي، ومحمد بن عيسى بن القاسم بن سميع الدمشقي.[2]

## الجرح والتعديل
هذه جملة من أقوال علماء الجرح والتعديل فيه:
- قال أبو بكر البيهقي: «ثقة».
- قال أبو حاتم الرازي: «ثقة».
- قال أبو حاتم بن حبان البستي: «كان حافظا متقنا».
- قال أبو زرعة الرازي: «ثقة».
- قال أحمد بن حنبل: «ثقة، ومرة: من ثقات البصريين».
- قال أحمد بن شعيب النسائي: «ليس به بأس».
- قال ابن أبي حاتم الرازي:«ثقة يجمع حديثه».
- قال ابن حجر العسقلاني: «ثقة حافظ».
- قال الدارقطني: «حافظ ثقة».
- قال الذهبي: «ثقة ثبت».
- قال سفيان بن عيينة: «لم أر أحدا طلب الحديث وهو مسن أحفظ من روح بن القاسم».
- قال يحيى بن معين: «ثقة».